# Otto Steinhoff
Otto Steinhoff (* 13. Mai 1873 auf Haus Ahse bei Soest; † 3. November 1931) war ein  deutscher Maschinenbauingenieur und Eisenbahn-Manager.

## Leben
Steinhoff studierte von 1894 bis 1899 Maschinenbau an der Technischen Hochschule Hannover und war dort Mitglied des Corps Hannovera. Seinen Vorbereitungsdienst absolvierte er bei der preußischen Eisenbahnverwaltung, schied jedoch nach dem 2. Staatsexamen bzw. der darauf folgenden Ernennung zum Regierungsbaumeister (Assessor) aus dem Staatsdienst aus und übernahm die Leitung der Ruhr-Lippe-Kleinbahnen. Im Ersten Weltkrieg wurde er bei der Organisation des polnischen Kleinbahnnetzes eingesetzt. 
Nach dem Krieg wurde er Generaldirektor der Halberstadt-Blankenburger Eisenbahn-Gesellschaft, die mehrere Bahnstrecken im Raum Blankenburg betrieb. Unter seiner Leitung kam es zu mehreren Rationalisierungsmaßnahmen, unter anderem der Umstellung der Rübelandbahn von Zahnradantrieb auf Adhäsionsbetrieb durch den Einsatz neuer Lokomotiven. Insbesondere die von Borsig auf Steinhoffs Betreiben entwickelte „Tierklasse“, besonders leistungsfähige schwere Tenderlokomotiven der Achsfolge 1’E1’, verbesserten die Leistungsfähigkeit der HBE im schweren Montanverkehr erheblich.

## Auszeichnungen
- 19. April 1923: Ehrendoktorwürde der Technischen Hochschule Hannover (als Dr.-Ing. E. h.)[3]